# Vor Frue Kirke (Odense)
 For alternative betydninger, se Vor Frue Kirke. (Se også artikler, som begynder med Vor Frue Kirke)
Vor Frue Kirke er en kirke i Vor Frue Sogn i Odense Kommune.

## Eksterne kilder og henvisninger
- Wikimedia Commons har flere filer relateret til Vor Frue Kirke (Odense)
- Vor Frue Kirke Arkiveret 31. januar 2011 hos  Wayback Machine hos nordenskirker.dk
- Vor Frue Kirke hos KortTilKirken.dk
- Vor Frue Kirke, Odense hos danmarkskirker.natmus.dk (Danmarks Kirker, Nationalmuseet)